# Marcilly-sur-Vienne

Marcilly-sur-Vienne este o comună în departamentul Indre-et-Loire, Franța. În 1 ianuarie 2022 avea o populație de 556 de locuitori.